# Виле, Эме ван де
Эме ван де Виле (фр. Aimée van de Wiele; 8 марта 1907, Брюссель — 2 ноября 1991, Париж) — бельгийская пианистка и клавесинистка.
Окончила Брюссельскую консерваторию, совершенствовала своё мастерство в Париже у Ванды Ландовской и Андре Пирро. Вслед за Ландовской Эме ван де Виле сыграла большую роль в возвращении клавесина на концертную сцену, исполняя в концертах и записывая клавесинные версии клавирных произведений Иоганна Себастьяна Баха, Жана Филиппа Рамо и др.
Среди её учеников — Элизабет Хойнацка, польская клавесинистка.